# Краткое описание двадесят монастирей обретающяся во Святой Гору Атонской
„Краткое описание двадесят монастирей обретающяся во Святой Гору Атонской“ е книга с религиозно описание на манастири в Света гора, отпечатана в XIX век.

## История
Отпечатана е в печатницата на Теодосий Синаитски в Солун, където книгата излиза в 1839 година. Тя е с рамери 14,5 × 19.5 сантиметра, десет листа, с допълнителни два празни и една заглавна страница. На заглавната страница има орнамент, подобен на хералдичен знак – корона с два ангелчета. Този детайл, както и рамката, са идентични с тези на първата книга, отпечатана в печатницата в предната 1838 година, „Началное учение с молитви утренния славяноболгарский и греческия“. Буквите са едър черковнославянски шрифт, като по време на печатането са силно набити и се виждат издатините по листа. Книгата вероятно е отпечатана с отлят за Теодосий шрифт на стара преса от типа на Гутенберговата преса, на ленена ръчно отлята хартия с водни знаци, като самата хартия е оцветена в зеленикъв цвят.